# نیت (کتاب)
نیت (کتاب) (قصدیت)-۱۹۵۷- یکی از مهمترین آثار الیزابت آنسکمب است، هدف اثر روشن ساختن خصوصیات اراده و اعمال انسانی است.